# Sabatino de Ursis

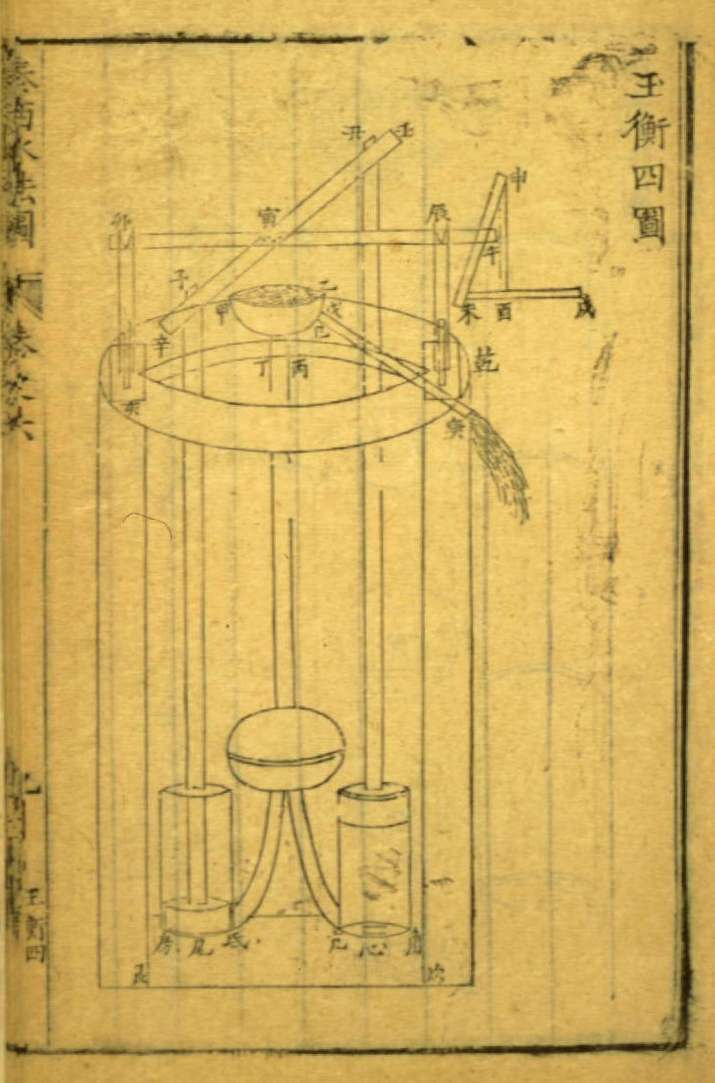
Le livre en chinois de 1612 sur les machines hydrauliques européennes.

Sabatino de Ursis (1575-1620, nom chinois : 熊三拔 ; pinyin : Xióng Sānbá) était un jésuite italien qui vécut en Chine au XVIIe siècle, participant aux missions jésuites en Chine.

## Carrière
Né le 1575 à Lecce, Pouilles, Sabatino de Ursis arrive à Pékin en 1607, afin d'aider Matteo Ricci dans ses recherches astronomiques. Il travaille aussi avec Xu Guangqi et Matteo Ricci sur la traduction des éléments d'Euclide en chinois et sur le Zhifang Waiji, le premier atlas général chinois.
De Ursis est connu pour avoir prédit une éclipse, que même les astronomes chinois n'avaient pas prévue, le 15 décembre 1610. C'est un événement marquant pour les Chinois, et qui contribue à les convaincre de laisser les Jésuites participer à la réforme du calendrier chinois. Mais de Ursis et son collègue Diego de Pantoja doivent rapidement abandonner le projet en raison de l'opposition des astronomes chinois.
En 1616, la persécution des chrétiens lancée par Shen Ho (Shěn Hè, 沈隺, vice ministre du culte de Nanking), force De Ursis à s'exiler à Macao, où il mourra en 1620.

## Œuvre scientifique
De Ursis parlait le chinois populaire sans pouvoir écrire le chinois savant. En 1612, il traduit oralement un livre d'Agostino Ramelli sur les machines hydrauliques européennes. Cette traduction est transcrite par Xú Guāngqĭ sous le nom 泰西水法 (Tàixī shuǐfǎ, Les machines hydrauliques européennes). Dans cet ouvrage, De Ursis s'efforce d'adapter la science européenne de la Renaissance aux conceptions savantes chinoises. Il transpose les quatre éléments de la physique aristotélicienne en des termes aussi proches que possible des « cinq phases » de la physique chinoise. Ainsi, pour expliquer la formation du sel, il indique que quatre des cinq saveurs se concentrent dans les herbes et les arbres mais que la saveur salée, issue de la matière chauffée et séchée par le soleil, est plus lourde et s'écoule vers son lieu naturel qui est le fond de la mer. Pour expliquer le cycle de l'eau, il affirme qu'une partie de l'eau de mer remonte vers l'intérieur des terres par des  « veines terrestres », ce qui explique que la mer reçoive sans cesse l'eau des fleuves sans déborder : le sel transporté par ces veines est filtré par les sables et les roches. Une partie de l'eau marine circule aussi par évaporation suivie de pluie, mais sans transporter de sel. Dans l'intérieur des terres, le sel se forme par l'action de la chaleur solaire sur l'eau souterraine : c'est ainsi qu'il existe des lacs salés dans l'ouest de la Chine et des sources salées dans le Sichuan. La saumure se concentre au fond de ces poches, l'eau de surface étant plus douce. C'est la chaleur du soleil, « seigneur de la grande lumière et des dix mille lumières », qui explique l'accumulation de chaleur sous la terre. Quand elle se concentre dans des minerais, elle produit du soufre puis du charbon ; quand elle échauffe des poches d'air, elle donne naissance à des volcans en Occident et à des sources de gaz naturel dans le Sichuan.